# 速霸陸R1
速霸陸R1（日语：スバル・R1）為日本富士重工業於2005年至2010年之間設計生產的輕型車，兄弟車為同公司出品的速霸陸R2。關於車名的由來，原廠認為「R1」這種簡單、響亮的名字，代表和歷年來輕型車一樣的新價值觀。不過「1」和「2」代表對R1、R2造車理念的差異。

## 歷史
2003年 - 10月富士重工業在第37屆東京車展上公開概念車「R1e」，乃以電動馬達為動力來源。
2004年 - 11月原廠在第38屆東京車展中展示以R1為基礎而製的殘疾人士車輛。12月24日公開發表新車款速霸陸R1，跟較早上市的兄弟車R2相比，車長和軸距各縮短110mm和165mm，但是後座座椅可前後移動約200mm，故車室空間仍有餘裕。動力心臟為658c.c.直列四缸DOHC EN07D型引擎，配合i-CVT變速系統，提升燃油經濟性。內裝方面比R2精緻許多，標準配備包含雙前座安全氣囊、ABS+EBD整合式煞車系統、15吋鍛造鋁輪圈、自發光式儀表板等，選購配備則有HID高強度氣體放電燈附高低可調裝置、真皮座椅等。
2005年 - 1月4日正式發售，不過銷售量未見起色，原廠遂於7月12日推出入門等級「R1 i」車型，搭載658c.c.直列四缸SOHC EN07V型引擎，標準配備為黑灰色內裝、14吋輪圈、電動窗、除霧線等，售價較為低廉。
同年9月的第39屆東京車展上，原廠公開R1e電動車。此具由富士重工業與東京電力共同開發的電動馬達，最大馬力達54ps / 6,000rpm，最高速度為120km/hr。而0-60km/hr加速需時7.4秒，勝過汽油引擎版R1的7.7秒。11月24日追加另一車型「S」，搭載658c.c.直列四缸DOHC EN07X型機械增壓引擎，配合附有7速手排模式的CVT變速系統。擋風玻璃、前車窗均採用防紫外線玻璃，後照鏡面積也加大，並停售3種車色塗裝。
2006年 - 11月15日改成全新的CVT變速系統，燃油經濟性更為提升。此外「S」型的引擎由高辛烷值汽油改回普通汽油，故最大扭力變成9.0kg·m / 4,000rpm。此外，英國著名賽車改裝團隊Prodrive以R1為基礎，植入重新調校過的EJ20型引擎，稱作「Prodrive P2」。這輛車經過BBC電視節目TopGear實地測試，從0加速至60英哩費時3.8秒、最大馬力349bhp。
2007年 - 廢止入門級的「i」車型。
2009年 - 11月4日推出特別仕樣車「Premium Black Limited」，除了專屬車色和內裝座椅顏色外，另有鋁合金踏板、HID高強度氣體放電燈等配備。
2010年 - 3月14日原廠宣布正式停產。

### 得獎紀錄
- 2005年：
  - 獲得優良設計獎[3]。
  - 兄弟車R2獲得第14屆RJC年度風雲車特別獎最佳輕型車獎。

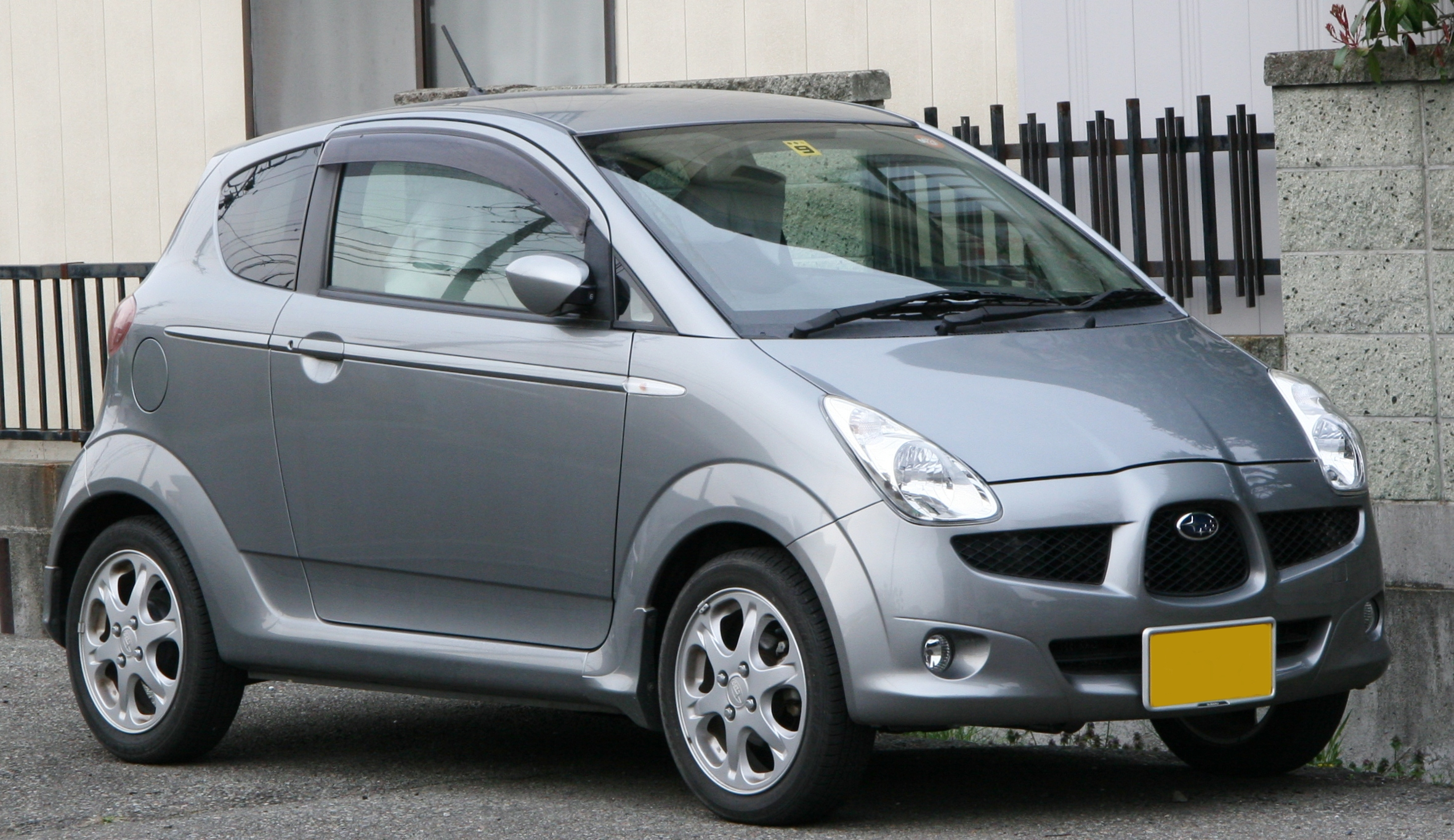
車頭
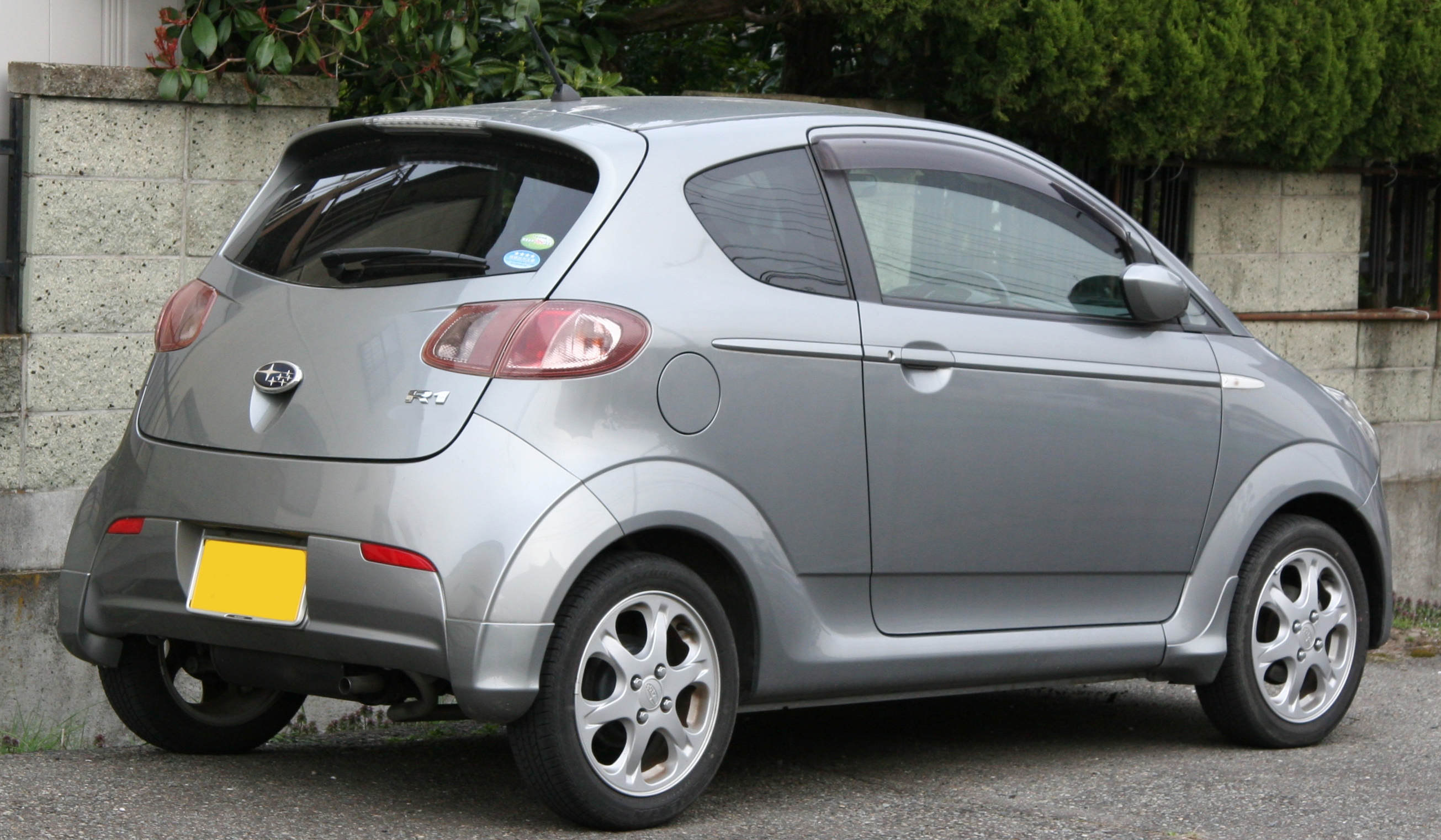
車尾
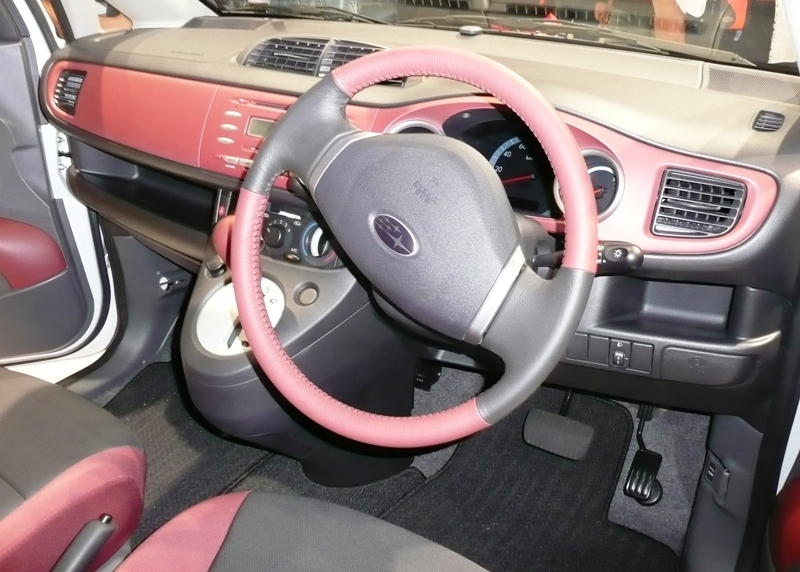
內裝
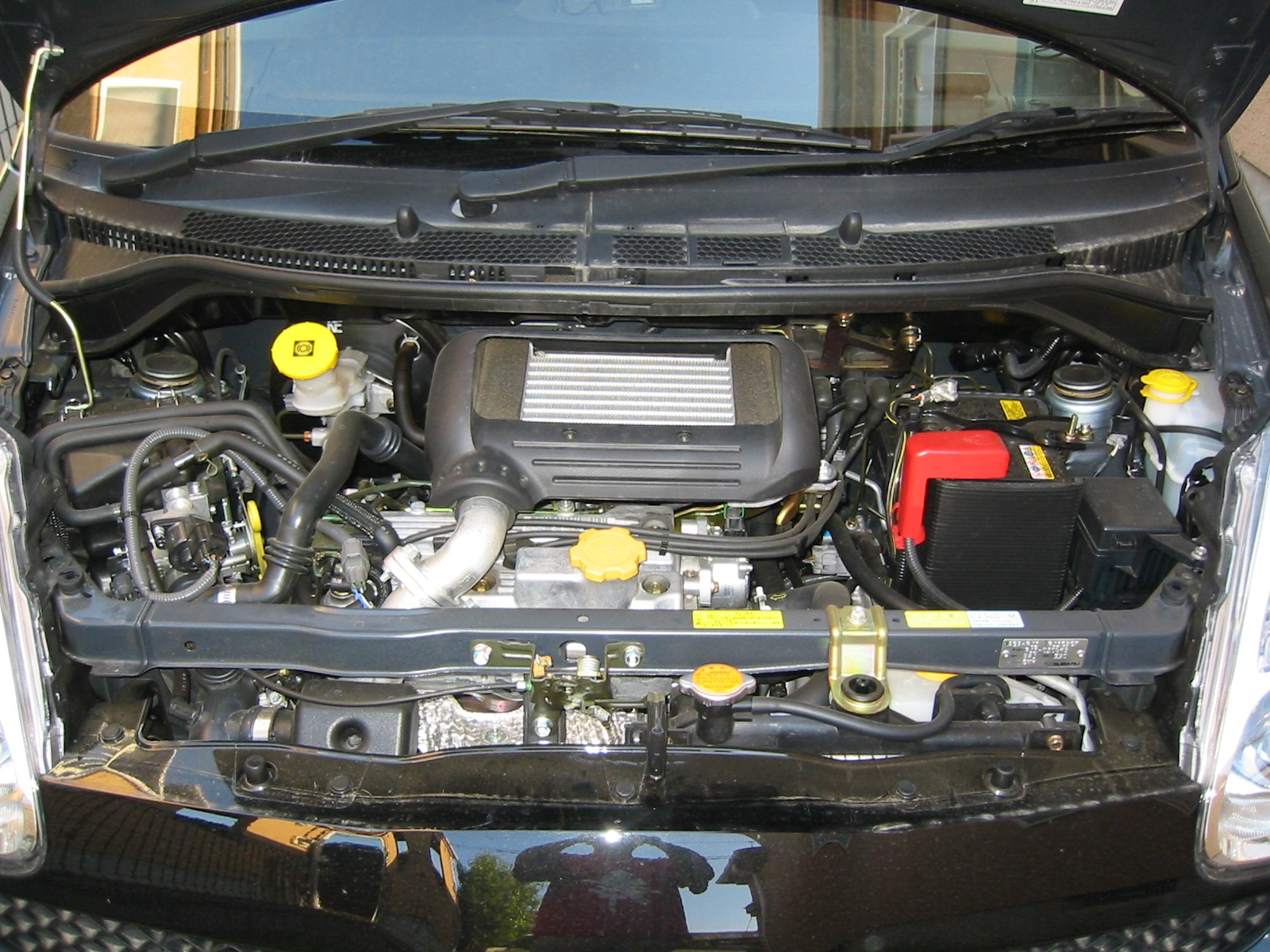
EN07X型機械增壓引擎
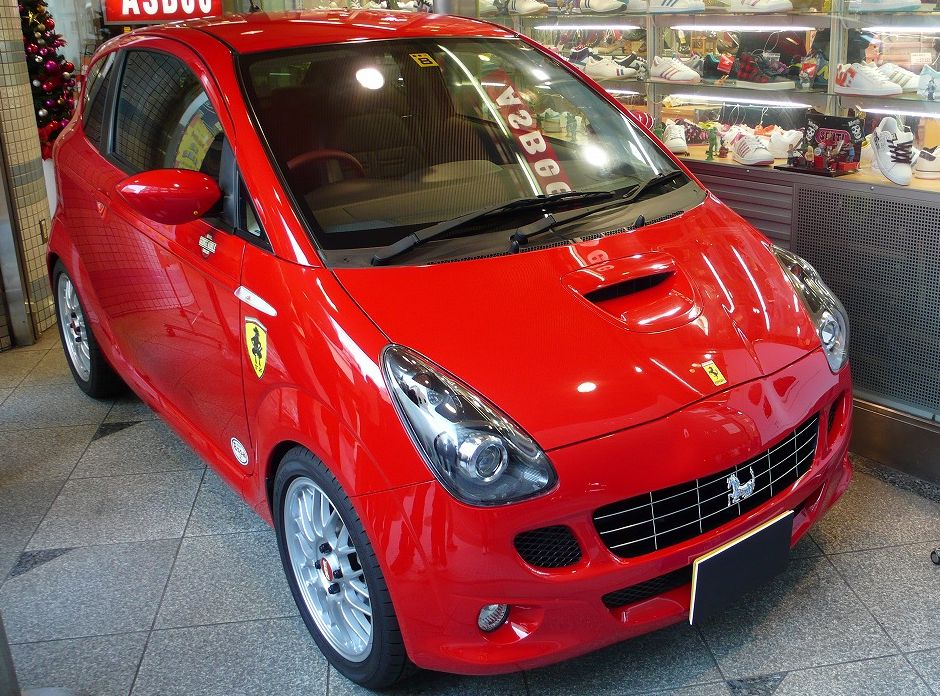
掛上法拉利廠徽的R1改裝車

## 外部連結
- （日語）GAZOO.com名車館：スバルR1S(FF/CVT)
- （日語）スバル R1 Owners Club " R1☆LS " （页面存档备份，存于）